# Reginald Laurence Scoones
Sir Reginald Laurence Scoones, KBE, CB, DSO, britanski general, * 18. december 1900, † oktober 1991.